# Circle Internet Group
Circle Internet Group, Inc., ook wel Circle, is een betalingstechnologiebedrijf dat stablecoins beheert. De twee bekendste zijn USDC, een cryptocurrency waarvan de waarde gekoppeld is aan de Amerikaanse dollar en EURC die gekoppeld is aan de euro. Het bedrijf werd in oktober 2013 opgericht door Jeremy Allaire en Sean Neville. Het hoofdkantoor staat in New York City.

## Activiteiten
Circle is een betalingstechnologiebedrijf, het werkt met name voor professionele partijen. Particulieren worden niet direct door Circle als klant geaccepteerd.
Het bedrijf beheert twee stablecoins. De USDC is de een na grootste stablecoin ter wereld, alleen Tether is groter, met een marktaandeel van ongeveer 25%. Het heeft als belangrijkste eigenschap dat de waarde van één USDC op of rond één Amerikaanse dollar wordt behouden. Hetzelfde geldt ook voor de EURC, maar dan staat de verhouding vast ten opzichte van de euro.
Om de waarde van de stablecoins rond het gewenste peil te houden, heeft Circle evenveel traditioneel geld, dit zijn dus dollars en euros, op de balans staan als er stablecoins uitstaan.
Het traditionele geld wordt grotendeels belegd in kortlopende obligaties van de Amerikaanse overheid. De obligaties worden gehouden in het zogenaamde Circle Reserve Fund, deze wordt exclusief voor Circle beheerd door de Amerikaanse vermogensbeheerder BlackRock. Deze obligaties hebben een looptijd van enige maanden en het kredietrisico is klein. De markt voor deze obligaties is zeer liquide waardoor snel veel obligaties kunnen worden verhandeld, zonder de koers van de obligaties te beïnvloeden. Naast het kredietrisico is er een renterisico, als de rente in korte tijd fors stijgt, kunnen de obligaties, zelfs kortlopende, ook in waarde dalen. Circle heeft een beperkt eigen vermogen om deze verliezen op te vangen.
De belangrijkste bron van inkomsten van Circle is de rente op deze beleggingen. Circle geeft zelf geen rente op stablecoins. De rente-inkomsten dekken de kosten van personeel, automatisering, marketing en dergelijk, en wat resteert is de nettowinst. De nettowinst komt ten goede aan de aandeelhouders. Dividend is nooit betaald en er bestaan ook geen plannen voor. Als de rente op de obligaties daalt, nemen de inkomsten van Circle af en bij gelijkblijvende kosten, daalt de winst.

### Resultaten
Het grote verlies in 2022 was het gevolg van een incidentele kostenpost.
| Jaar | USDC stablecoins in omloop (× miljard, gemiddeld) | Gemiddelde rente op obligatie- portefeuille | Balans- totaal (× miljard) | Eigen vermogen (× miljoen) | Omzet (× miljoen) | Netto- resultaat (× miljoen) |
| ---- | ------------------------------------------------- | ------------------------------------------- | -------------------------- | -------------------------- | ----------------- | ---------------------------- |
| 2022 | 44,6                                              | 1,5%                                        |                            |                            | 772               | −769                         |
| 2023 | 24,4                                              | 4,7%                                        | 26,0                       | 339                        | 1450              | 268                          |
| 2024 | 43,9                                              | 5,0%                                        | 45,8                       | 571                        | 1676              | 156                          |

### Aandelen
Er zijn drie aandelenklassen, A, B en C. De A-aandelen zijn genoteerd en deze hebben een stem per aandeel. De B-aandelen hebben per aandeel vijf stemrechten en deze aandelen zijn met name in handen van een selecte groep. De enige restrictie is dat de B-aandelen niet meer dan 30% van het totale stemrecht, dan is de som van stemrechten van de A- en B-aandelen, mag uitmaken. De C-aandelen hebben geen stemrecht, maar van deze klasse zijn geen aandelen uitgegeven.

## Geschiedenis
Het bedrijf werd in oktober 2013 opgericht door Jeremy Allaire en Sean Neville. Circle richtte zich aanvankelijk op het mogelijk maken van Bitcoin-betalingen. In 2015 kreeg het een vergunning om in virtuele valuta te handelen en een jaar later volgde een Britse vergunning. Via Circle Pay, het mobiele betalingsplatform van Circle, konden gebruikers virtueel geld ontvangen, op een rekening plaatsen of betalingen mee verrichten. Circle Pay werd in 2019 stopgezet.
In september 2018 lanceerden Circle en Coinbase Global, samen handelend onder de naam Centre, de digitale USDC, met een direct link aan de dollar. Centre was bedoeld als platform voor gebruikers om van traditionele bankrekeningen stortingen te doen, virtueel geld te kopen, en tot slot weer geld te storten op traditionele bankrekeningen. In augustus 2023 stopte de samenwerking van Coinbase en Circle waardoor Centre verdween. Circle nam het exclusieve beheer van USDC in handen.
Medio 2021 kondigde Circle een plan aan om te fuseren met Concord Acquisition Corp., een Special Purpose Acquisition Company. Circle zou hierdoor een beursgenoteerd bedrijf worden, maar in december 2022 viel dit plan in duigen.
Op 10 maart 2023 ging Silicon Valley Bank (SVB) failliet. Circle had US$ 3,3 miljard, van de in totaal US$ 40 miljard aan dekking voor de USDC stablecoin, bij deze bank op rekeningen staan. Dit betekende een fors verlies als SVB het geld niet zou teruggeven, de waarde van de USDC daalde naar 92 dollarcent, maar SVB werd gered en de waarde van de USDC herstelde.
In januari 2024 maakte het bedrijf bij de Securities and Exchange Commission (SEC) officieel bekend dat het plannen had voor een beursgang. In april 2025 deed Ripple Labs nog een overnamebod van US$ 4à5 miljard, maar dit werd door het bestuur van Circle afgewezen. Op 4 juni 2025 ging het bedrijf daadwerkelijk naar de beurs. De prijs waartegen de aandelen werden verkocht was US$ 31 waarmee de beurswaarde uitkwam op US$ 6,8 miljard. De eerste koers was US$ 69.